# Lendva-hegy
A Lendva-hegy nevű dombság Szlovéniában, a Muravidéken, a magyar–szlovén határon, Lendva városától északkeletre terül el. Geológiailag Goričko dombvidékének délnyugati folytatása. Legmagasabb pontja 328 méter.

## Leírása
A Lendva-hegy dombvidékét a Kebele patak, a Lendva-patak és a Kerka határolja. Magyarországon a Kerka-vidék dombjaiban folytatódik.
A dombok déli oldalain jelentős szőlőtermesztés folyik. Ez a táj 17 négyzetkilométeres területével Szlovénia legkisebb borvidéke, de a szőlőterületek aránya az erre megfelelő domboldalakon kimagasló. Az árnyékos oldalakat akác- és bükkerdők fedik. A mikroklíma, a homokos-márgás talaj elsősorban a minőségi fehér borok termelésének kedvez. A Lendva-hegy legsikeresebb fajtája megközelítően 50 százalékos területi arányával az olaszrizling.
A Lendva-hegy magasabb részein a hegy alatt településekhez tartozó szőlőskertek helyenként önálló faluvá váltak, mint maga az azonos nevű Lendvahegy település, valamint Hosszúfaluhegy. A dombok közötti völgyekben alakult ki Csente és Völgyifalu. Ezek közigazgatásilag mind a lendvai községhez tartoznak. A Lendva-hegy közvetlenül Lendva városa fölé magasodó domboldalán épült a lendvai vár. A Lendva-hegyen található a 2015-ben átadott, 53,5 m magas Vinarium torony kilátó.